# Hónen
Hónen (japánul: 法然, Hepburn-átírással: Hōnen) (1133–1212) az első japán buddhista Amida-szekta, a dzsódo alapítója volt. Előbb sokáig a tendait tanulmányozta, de mivel nem tetszett neki a Hiei-hegyi szekták világias torzsalkodása, hirdetni kezdte a nembucu egyedül üdvözítő voltát (ami tömegeket vonzott, mert mindenkinek könnyű megváltást ígért a „namu Amida bucu” kántálása révén), s 1198-ban megírta a hittételeit összefoglaló Szencsakusú című művét. A buddhista vezetés 1206-ban négy tanítványát kivégeztette, őt magát laicizálta és száműzte, s csak néhány hónappal a halála előtt térhetett vissza Kiotóba. Rendje ma a második legnagyobb az országban.

## Lásd még
- Csionin
- Dzsódo sin
- Gensin
- Sinran